# Тыры
Тыры́ (Ты́ры; якут. Тыры) — река на Дальнем Востоке России, протекает по территории Усть-Майского и Томпонского районов на востоке Якутии. Правый приток Алдана. Длина реки — 327 км, площадь водосборного бассейна — 14 000 км². Среднегодовой расход воды — около 85 м³/с. Основной приток — река Халыя.
Своё начало Тыры берёт с высоты около 2200 м над уровнем моря на хребте Сунтар-Хаята. В среднем течении пересекает хребет Сетте-Дабан. Генеральным направлением течения реки является запад. Впадает в Алдан на высоте 121 м над уровнем моря около острова Черепановский. Питание снеговое и дождевое. Замерзает в октябре, вскрывается в середине мая.